# Жакмино, Жан-Игнас-Жак
Жан-Игнас-Жак Жакмино (фр. Jean-Ignace Jacqueminot; 16 января 1754, Нэве-Розьер, Мёз — 13 июня 1813, Париж) — французский политический деятель, граф де Ам и Империи (1808), юрист, адвокат.

Герб графа де Ам

Получил юридическое образование и при Старом режиме исполнял обязанности адвоката при Парламенте Нанси. Приветствовал французскую революцию, но с самого начала мужественно защищал многих из тех, кто выступал против неё.
В 1790 году участвовал в знаменитом «Бунте в Нанси». Пережил период революционного террора. В апреле 1797 года (23 жерминаля V-го года) был избран в Совет Пятисот от департамента Мёз.
Пользовался доверием Исполнительной директории, особенно после государственного переворота 18 фрюктидора, когда он встал на сторону антироялистов.
Принимал активное участие в перевороте 18 брюмера и на следующий день был назначен председателем Национального собрания Франции.
25 декабря 1799 года (4 нивоза VIII-го года) стал членом Охранительного сената, участвовал в составлении Гражданского кодекса Франции, причём выступал за утверждение модели Римского права (Droit romain). В сентябре 1803 года (5 вандемьера XII-го года) — сенатор Франции от департамента Нор, после установления Империи заслужил похвалы Наполеона, отметившего, что «Жакмино очень хорошо разбирается в правовых делах и духе закона», заседал в Люксембургском дворце в 1807, 1808 и 1809 годах.
Был женат на Мари-Клер Дюмэр (1750—1820), от которой имел двоих сыновей: Жана-Батиста-Франсуа (1781—1861), пэра Франции, кавалера ордена Почётного Легиона, и Жана-Франсуа (1787—1865), барона Империи, генерал-лейтенанта, пэра Франции.
Умер 13 июня 1813 года. Похоронен в Парижском Пантеоне.